# Forcipomyia brachytoma
Forcipomyia brachytoma är en tvåvingeart som beskrevs av Jean-Jacques Kieffer 1921. Forcipomyia brachytoma ingår i släktet Forcipomyia och familjen svidknott.
Artens utbredningsområde är Taiwan. Inga underarter finns listade i Catalogue of Life.